# Paris-Ruhr
De Paris-Ruhr was een Europese internationale trein voor de verbinding Parijs - Dortmund. De spoorwegen hebben vanaf het begin namen gegeven aan hun treinen. De eerste locomotieven hadden bijvoorbeeld namen als Rocket, Arend en Limmat. Toen het spoorwegnet verder groeide werden ook langeafstandstreinen van namen voorzien, bijvoorbeeld de California Zephyr in de Verenigde Staten en de Oriënt-Express in Europa.
Zowel de CIWL als de MITROPA hadden al voor de Tweede Wereldoorlog hun langeafstandstreinen van een naam voorzien. Paris-Ruhr verwijst naar de verbinding tussen Parijs en het Ruhrgebied die de trein verzorgde.

## Trans Europ Express
De Paris-Ruhr was een van de treinen waarmee het TEE-net in 1957 van start ging, het betrof een opwaardering van een bestaande D-trein op dezelfde route. Op 3 oktober 1957 werd op dezelfde route ook de TEE Parsifal geïntroduceerd die met een spiegelbeeldige dienstregeling reed, hierdoor was er zowel een ochtend als een avond TEE tussen Parijs en het Ruhr-gebied.

### Rollend materieel
De treindienst werd gestart met VT 08-treinstellen. Pas in december 1957 waren er voldoende VT 11.5-treinstellen afgeleverd om ook dit traject te bedienen. In 1960 werd het materieel gewisseld met de TEE Parsifal zodat de TEE Paris-Ruhr verzorgd werd door RGP 825-treinstellen van de SNCF. Toen in 1965 de Franse treinstellen uit dienst gingen, namen de Duitse VT 11.5 de Paris-Ruhr weer over.
In 1969 is overgestapt op elektrische tractie met getrokken rijtuigen.

#### Tractie
Als locomotieven zijn de Belgische meersysteemlocomotieven-reeks 150 ingezet en in Duitsland de serie 112. In 1970 en 1971 zijn ook Duitse viersysteemlocomotieven, serie 184, ingezet.

#### Rijtuigen
Als rijtuigen werden Franse inox-rijtuigen van het type Mistral 69 ingezet.

### Route en dienstregeling
De TEE Paris Ruhr startte op 2 juni 1957 onder nummer TEE 168 uit Dortmund en onder nummer TEE 185 uit Parijs. Op 31 mei 1959 werd een extra stop in Herbesthal, de grens tussen België en Duitsland, toegevoegd. Deze stop verviel weer in de zomer van 1966. Op 28 mei 1967 werd de trein vernummerd, TEE 185 werd TEE 41 en TEE 168 werd TEE 42. Op 1 juni 1969 kreeg de trein uit Parijs een extra stop in St. Quentin en werd de stop in Bochum voor beide richtingen toegevoegd. Op 23 mei 1971 werd, bij de invoering van de Europese treinnummering, TEE 42 gewijzigd in TEE 40.
| TEE 40 | land      | station       | km  | TEE 41 |
| ------ | --------- | ------------- | --- | ------ |
| 06:13  | Duitsland | Dortmund      | 0   | 23:59  |
| 06:32  | Duitsland | Essen         | 34  | 23:38  |
| 06:47  | Duitsland | Duisburg      | 54  | 23:23  |
| 07:02  | Duitsland | Düsseldorf    | 77  | 23:10  |
| 07:30  | Duitsland | Keulen        | 117 | 22:45  |
| 08:10  | Duitsland | Aken          | 187 | 22:03  |
| 08:37  | België    | Verviers      | 217 | 21:37  |
| 08:50  | België    | Luik          | 242 | 21:22  |
| 09:36  | België    | Namen         | 302 | 20:35  |
| 10:03  | België    | Charleroi Sud | 339 | 20:08  |
| 10:28  | Frankrijk | Maubeuge      | 381 | 19:43  |
| **:**  | Frankrijk | St Quentin    | 456 | 19:06  |
| 12:11  | Frankrijk | Parijs Noord  | 547 | 17:55  |

In 1973 is de trein omgedoopt in TEE Molière.